# 6197 Taracho
A 6197 Taracho (1992 AB1) a Naprendszer kisbolygóövében található aszteroida. Inoda Sigeru és Urata Takesi fedezte fel 1992. január 10-én.